# لنکستر (تگزاس)
لنکستر، تگزاس(به انگلیسی: Lancaster, Texas) شهری در ایالت تگزاس از ایالات جنوبی ایالات متحده آمریکا است. در سرشماری سال ۲۰۰۰، جمعیت این شهر ۲۵۸۹۴ نفر اعلام شد.

## نگارخانه

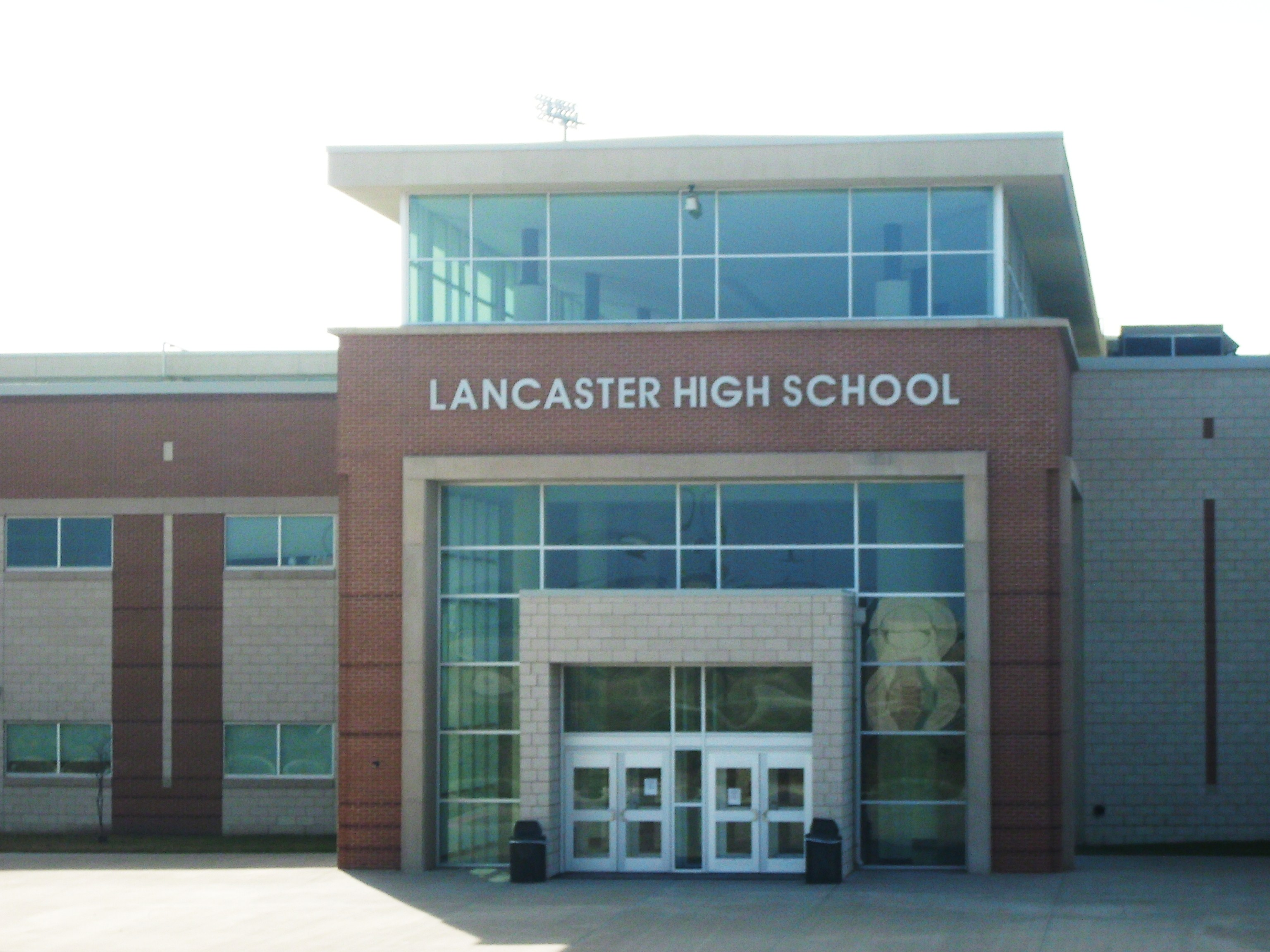